# ديفيد براون (كاتب أمريكي)
ديفيد براون (بالإنجليزية: David Browne)‏ هو صحفي وكاتب ومؤلف أمريكي، ولد في 19 مايو 1960 في نيوجيرسي في الولايات المتحدة.

## وصلات خارجية
- الموقع الرسمي